# Zeynep Sultan
Zeynep Sultan (? - 25. března 1774) byla osmanská princezna, dcera sultána Ahmeda III. a nevlastní sestra sultánů Mustafy III a Abdulhamida I.

## Život
V roce 1728 byla Zeynep provdána za Sinka Mustafu Pašu, synovce velkovezíra Nevşehirli Damata Ibrahima. Svatba se konala v hlavním paláci Topkapi v Konstantinopoli. Dne 8. prosince se společně přesunuli do jejich vlastního paláce Kibleli, kde pokračovaly oslavy.
Po smrti jejího manžela Mustafy se v roce 1765 znovu provdala za Meleka Mehmeda Pašu, který se stal admirálem osmanského loďstva za vlády jejího bratra Mustafy III. Tuto pozici zastával již podruhé a v roce 1792 se nakonec stal velkovezírem. Z peněz, které vydělával nechala Zeynep vystavět hrobku pro sultánky. Z charity pak nechala vystavět školu a útočiště pro chudé.

## Smrt
Princezna Zeynep Sultan zemřela 25. března 1774 a je pohřbena v hrobce, kterou nechala sama vystavět.